# والنتینا رومانی
والنتینا رومانی (ایتالیایی: Valentina Romani؛ زادهٔ ۱۶ ژوئن ۱۹۹۶) بازیگر اهل ایتالیا است. او در رشته‌های بازیگری و همچنین مطالعات ارتباطی تحصیل کرده است. وی بازیگری را از سن ۶ سالگی و رقص باله را از سن ۱۳ سالگی آغاز کرده بود.
از فیلم‌ها یا مجموعه‌های تلویزیونی که وی در آن‌ها نقش داشته است، می‌توان به دروازه سرخ و فردایی روشن‌تر اشاره نمود.